# Chinook (hundras)
För andra betydelser, se Chinook.
Chinook är en hundras från USA, ursprungligen en slädhund, men idag ofta sällskapshund som tävlar i olika hundsporter. Rasen avlades fram i delstaten New Hampshire från 1917 av Arthur Treadwell Walden (1871-1947), en pionjär från guldrushens dagar. Sedan 2009 räknas chinooken som New Hampshires nationalras. Chinook var namnet på rasens stamfar som i sin tur var döpt efter vinden i Klippiga bergen.

## Historia
Rasens stamfar var en blandrashund, en korsning mellan en polarhund och en molosserhund. Den senare var av obestämd härkomst, möjligen kunde man ana ett inslag av sankt bernhardshund. Också polarhundsinslaget var obestämt, omväxlande benämnt eskimo dog och greenland husky, vilket kan syfta på såväl grönlandshund som canadian eskimo dog. Denne stamfar korsades i sin tur med schäfer och belgisk vallhund i första generationen. Valparna korsades i nästa generation tillbaks till sin far. Kombinationen av korsningar var typiskt för hur man bedrev avel under guldrushens dagar, då man värdesatte hundarnas förmåga att dra tung packning. Treadwell Waldens ledord var: "styrka, uthållighet, fart och vänlighet".
Före andra världskriget användes rasen vid expeditioner till Antarktis och har alltid använts till draghundsport. Men 1965 noterades rasen i Guinness rekordbok som en av världens ovanligaste hundraser med enbart 125 exemplar. 1981 återstod endast 28, varav bara elva användes i avel. Därefter har rasen blivit vanligare. 1991 erkändes rasen av United Kennel Club (UKC) i USA. Från 2001 har den kunnat registreras i American Kennel Clubs (AKC) sidoregister Foundation Stock Service (FSS) och från 2003 har hundarna kunnat delta i amerikanska motsvarigheter till bruksprov. 2010 fick rasen fullt erkännande av AKC, preliminärt placerad i Miscellaneous Group.

## Egenskaper
Rasen skall förena styrkan hos en molosserhund med farten hos en slädhund. Den har stark framåtanda och arbetsvilja.

## Utseende
Chinook är en påtagligt atletisk hund med tjock, tätt åtsmitande dubbelpäls i fawn (rådjursröd) i olika nyanser från blekt honungsgult till gyllene röd.